# Charlie Johnson (giocatore di football americano)
Charles Edward Johnson, detto Charlie (Durant, 2 maggio 1984), è un giocatore di football americano statunitense che gioca nel ruolo di guardia nella National Football League (NFL) ed è attualmente free agent. Fu scelto nel corso del sesto giro (199º assoluto) del Draft NFL 2006 dagli Indianapolis Colts con i quali ha vinto il Super Bowl XLI. Al college ha giocato a football all'Università statale dell'Oklahoma.

## Carriera professionistica

### Indianapolis Colts
Dopo esser passato da tight end, ruolo ricoperto ai tempi dell'high school, ad offensive lineman, al termine dei 4 anni di carriera universitaria si rese eleggibile per il Draft NFL 2006, al termine del quale fu scelto nel sesto giro come 199º assoluto dagli Indianapolis Colts. Come rookie, Johnson partirà solo una volta da titolare per sostituire l'infortunato right tackle Ryan Diem e sempre a Diem subentrerà nel corso del Super Bowl XLI vinto dai Colts 29-17 sui Chicago Bears. Col ritiro del left tackle Tarik Glenn, Johnson ebbe l'occasione di ricoprire il ruolo di titolare ma fu battuto nel ballottaggio dal rookie Tony Ugoh. Tuttavia gli infortuni in cui incapparono Glenn e Ugoh, permisero al solido Johnson di partire titolare in 10 match su 16. Il suo 2007 su tuttavia visto in maniera deludente dai tifosi dei Colts, data l'invece positiva sua stagione da rookie. Ciononostante nel 2008 fu assieme a Diem tra gli unici due offensive lineman a scendere in campo in tutti e 16 gli incontri, 14 dei quali disputati come guardia in sostituzione dell'infortunato titolare Ryan Lilja. Nel 2009 Johnson partì finalmente come left tackle titolare, mostrando nelle prime 6 giornate notevoli miglioramenti rispetto alle precedenti stagioni e scese in campo come left tackle titolare nel Super Bowl XLIV questa volta perso dai Colts contro i New Orleans Saints per 31-17.

### Minnesota Vikings
L'11 agosto 2011 Johnson, nel frattempo divenuto free agent firmò con i Vikings dove ritrovò come allenatore-capo Leslie Frazier, dal 2005 al 2006 allenatore dei defensive back ai Colts. Il primo anno scese in campo 16 volte, tutte come titolare, (assieme a Phil Loadholt gli unici due offensive lineman a scendere in campo in tutti e 16 gli incontri) giocando nel ruolo di left tackle, ruolo poi abbandonato in favore di quello di guardia dopo l'arrivo di Matt Kalil in seno al team del Minnesota. Nel 2012 furono ancora 16 le presenze da titolare nella stagione regolare, in cui aiutò Adrian Peterson (al termine della stagione MVP della NFL) a raggiungere quota 2097 yard corse, secondo miglior risultato di tutti i tempi.
Il 15 marzo, dopo essere stato per 5 giorni free agent, firmò con i Vikings un rinnovo contrattuale della durata di due anni a 5 milioni di dollari. Il 27 febbraio 2015 fu infine svincolato dalla franchigia, dopo esser sceso complessivamente in campo in 61 partite (14 delle quali nel 2014) nelle 4 stagioni con la maglia dei Vikings.

## Palmarès
- Super Bowl : 1

Indianapolis Colts: Super Bowl XLI
- American Football Conference Championship: 2

Indianapolis Colts: 2006, 2009

## Statistiche
| Partite totali      | 134 |
| Partite da titolare | 115 |

Statistiche aggiornate alla stagione 2014